# Taxithelium vernieri
Taxithelium vernieri là một loài Rêu trong họ Sematophyllaceae. Loài này được (Duby) Besch. miêu tả khoa học đầu tiên năm 1898.